# 阿福鮋
阿福鮋，為輻鰭魚綱鮋形目鮋亞目鮋科的其中一種，為熱帶海水魚，分布於東南太平洋厄瓜多及秘魯海域，棲息深度可達100公尺，體長可達35公分，棲息在底層水域，生活習性不明。